# ماتس اولسون (ورزشکار)
ماتس اولسون (انگلیسی: Mats Olsson؛ زادهٔ ۱۲ ژانویهٔ ۱۹۶۰) بازیکن هندبال اهل سوئد است.